# Edrissa Sonko
Pour les articles homonymes, voir Sonko.
Edrissa Sonko, né le 23 mars 1980 à Essau, est un footballeur international gambien, qui évolue comme attaquant.

## Carrière
Edrissa Sonko commence à jouer au football dans des clubs de Banjul, la capitale gambienne. À 18 ans, il est repéré par le club belge d'Anderlecht, qui l'intègre d'abord à son noyau Espoirs pour une saison avant de rejoindre le noyau A. Il ne parvient pas à s'imposer dans l'effectif bruxellois face à une concurrence assez forte (Jan Koller, Tomasz Radzinski, Oleg Iachtchouk, Elos Elonga-Ekakia ou Yánnis Anastasíou), et quitte le club bruxellois pour le Roda JC en 2000. 
Durant les 7 saisons qu'il passe aux Pays-Bas, Edrissa Sonko est souvent utilisé comme « joker » par ses différents entraîneurs. En 2007, il s'envole pour la Grèce et le Skoda Xanthi. L'aventure tourne court, et après six mois, il rejoint la League One, la 3e division anglaise et signe à Walsall jusqu'au terme de la saison. Il joue ensuite un an à Tranmere, toujours en League One, et un an à Hereford, en League Two. Après 3 ans en Angleterre, il part pour l'APEP Pitsilia, un club chypriote. Il n'y reste que quelques mois, et rejoint l'Emirates Club Ras Al-Khaima, aux Émirats arabes unis.
Depuis 2000, Edrissa Sonko est international gambien. Il a été sélectionné 14 fois et inscrit 7 buts.